# Meriteti
Meriteti („Teti által kedvelt”) ókori egyiptomi vezír volt a VI. dinasztia egyik fáraója, I. Pepi uralkodása alatt. Apja Mereruka vezír, anyja Watethethór Szesszeset hercegnő, Teti fáraó lánya, Meriteti így I. Pepi unokaöccse volt.

## Sírja
Meritetit apja, Mereruka szakkarai masztabasírjába (LS10) temették. A sír három részből állt: a legnagyobb Mererukáé, egy másik Mereruka anyjáé, a harmadik, a sír északnyugati sarkában lévő pedig Meritetié. Feleségét, Nebetet is ábrázolják a sírban.